# Zhuchengtyrannus
Zhuchengtyrannus ("Tyrann från Zhucheng") är ett släkte köttätande dinosaurier som man hittat fossil av i Shandong, östra Kina, där den anses ha levt under slutet av Kritaperioden för omkring 74 milj. år sedan. Zhuchengtyrannus tillhörde familjen Tyrannosauridae, som också omfattar den berömda Tyrannosaurus rex. Storleken på benbitarna efter Zhuchengtyrannus antyder att den kan ha varit i ungefär samma storleksklass som Tyrannosaurus, och därmed ha varit en av de största theropoderna man för närvarande känner till. 

## Upptäckt
Fossilet av Zhunchengtyrannus hittades 2009 i samband med att man höll på att bygga ett museum för fossila samlingar på platsen. De delar man fann av kraniet skiljde sig tillräckligt från tidigare fynd för att det skulle klassificeras som ett nytt släkte och art, Zhuchengtyrannus magnus. Släktets namn kommer av att fossilet hittades i närheten av staden Zhucheng, och Tyrannus ("Tyrann"), anspelande på att den tillhör familj tyrannosauridae. Artnamnet Magnus ("Stor") anspelar på djurets storlek.
Området där Zhuchengtyrannus hittades är ett av världens största när det gäller mängden dinosauriefossil. Forskarna antar att området en gång var översvämmat, vilket gjorde att dinosaurier begravdes där. Fram tills upptäckten av Zhunchengtyrannus har fossil av tyrannosaurider varit sparsamma runt Zhucheng, och endast utgjorts av fossila tänder och tåben. I närheten av utgrävningsplatsen har man också hittat fossil av den stora växtätande hadrosaurien, Shantungosaurus, som kanske var bytesdjur åt Zhuchengtyrannus.

## Beskrivning

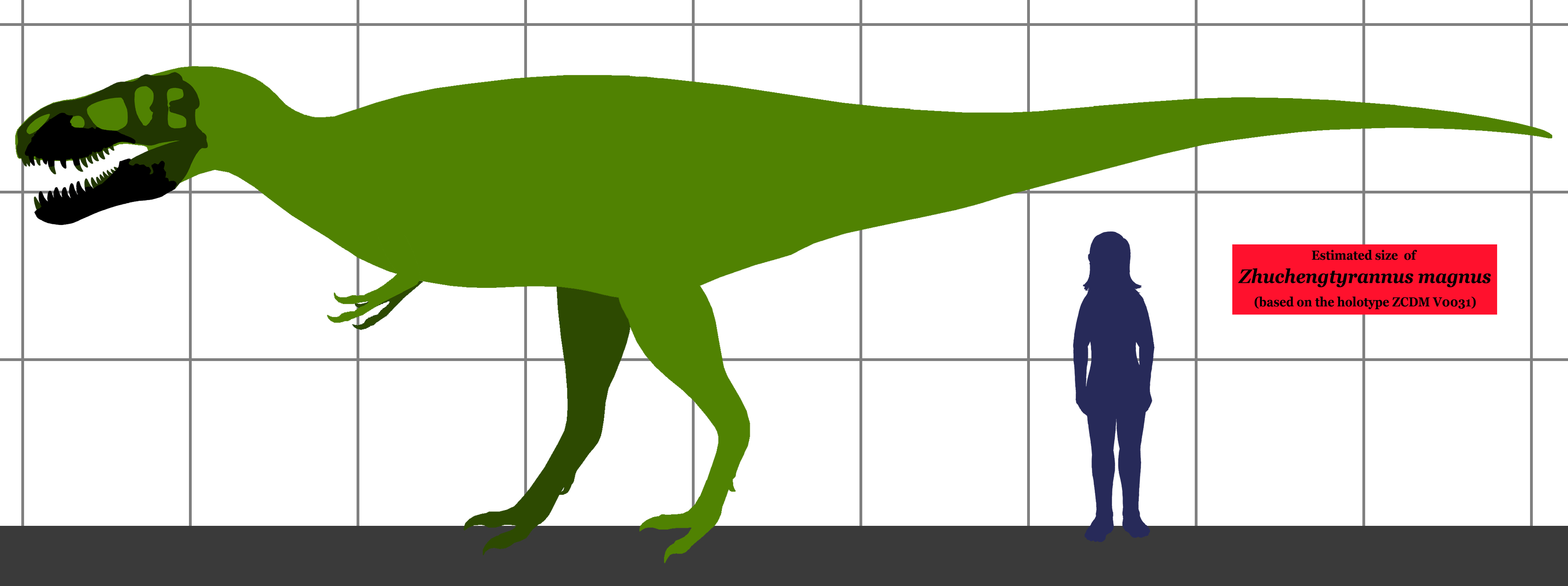
Beräknad storlek hos Zhuchengtyrannus, i jämförelse med människa.

Eftersom man bara hittat ett par delar av Zhuchengtyrannus skalle, vet man inte säkert hur den såg ut. Det var dock med stor sannolikhet mycket lik andra släkten inom tyrannosauridae; den hade troligtvis mycket kraftigt byggd kropp som balanserades av en muskulös svans, och gick uteslutande på bakbenen, vilka troligtvis var långa och kraftiga. Frambenen var troligtvis mycket små i förhållande till övriga kroppen, med händer som bar endast två brukliga fingrar var. Skallen var troligtvis proportionerligt stor, med kraftiga käkar som kunde krossa ben.
Storleken på bitarna av Zhuchengtyrannus skalle antyder att det var ett mycket stort djur, kanske i nästan samma storleksklass som Tyrannosaurus och Tarbosaurus. Dess kroppslängd beräknats till 11 meter från nos till svans, och vikten har beräknats ligga på cirka 6 ton. David Hone, som var delaktig i att publicera fyndet, har förklarat att benbitarna efter Zhuchengtyrannus är mindre än motsvarande delar hos några av de större exemplaren av Tyrannosaurus, men att de bara skiljer sig "några få centimeter" i storlek. Han påpekar dock att Zhuchengtyrannus kända skelettdelar ändock är betydligt mindre än motsvarande hos det jättestora Tyrannosaurusfossilet "Sue".